# Bogumił Winiarski
Bogumił Winiarski (ur. 15 września 1941 we wsi Szlachta, zm. 26 kwietnia 2012 w Suliszewie) – polski muzyk, kapelmistrz i dyrygent. W latach 1993 do 2008 r. był kapelmistrzem Młodzieżowej Orkiestry Dętej Łobeskiego Domu Kultury, gdzie krajowe i międzynarodowe sukcesy orkiestry otworzyły okno na świat dla łobeskiej młodzieży.
Studia muzyczne w Akademii Muzycznej w Gdańsku w klasie klarnetu oraz dyrygentury. Kapelmistrz Orkiestry Garnizonowej w Koszalinie. Dyrygent chóru podchorążych i chóru seniora Frontowe Drogi w Koszalinie. Po przejściu na emeryturę prowadzi kapelę ludową w Drawsku Pomorskim, oraz chór parafialny Kantylena w Węgorzynie. Od roku 1993 kapelmistrz orkiestry w Łobzie, dyrygował 474 koncertami, z czego 89 poza granicami kraju, tj. w Niemczech, Szwecji, Litwie, Estonii, Białorusi, Ukrainie, Czechach, Słowacji, Węgrzech, Serbii, Chorwacji, Włoszech, Grecji i Francji. W roku 2008 obchodził Benefis Pana Bogumiła Winiarskiego w Łobzie. W roku 2009 Smok Powiatu Łobez.
Człowiek, który przez lata z oddaniem pracując na ziemi łobeskiej z dziećmi, młodzieżą i dorosłymi, zawsze podkreślał piękną myśl Janusza  Korczaka:
Jestem nie po to, aby mnie kochali, ale po to, abym ja działał i kochał. Nie obowiązkiem otoczenia pomagać mnie, ale ja mam obowiązek troszczenia się o świat, o człowieka.
Został pochowany w Bytowie.